# Guadiana
A Guadiana (arabul Wadi Ana, latinul Anas, spanyolul Guadiana, portugálul Guadiana vagy Odiana, extremadurai nyelven néha Uadiana) az Ibériai-félsziget egyik leghosszabb folyója.
Spanyolországban ered Toledótól légvonalban mintegy 81 km, közúton 100 km távolságra délre, a Sierra Morena lejtőin Villarrubia de los Ojos településnél, melytől közvetlenül nyugatra bele is ömlik Cigüela. A folyó Spanyolország délnyugati végén, a portugál határnál ömlik a tengerbe Huelva tartományban, e város közelében.
Érdekesség, hogy Madridtól közúton csak 80 km távolságra, Tarancón közelében a Tajo egyik másodlagos mellékfolyójától, a Rió de la Vegától csak pár száz méterre ered a Riánsares, mely a Cigüela mellékfolyója, így tehát ezáltal már a Guadiana mellékfolyója.

## Neve
A spanyolul Guadi-, portugálul Odi- előtag a folyót, aszóvölgyet jelentő arab vádi szó megfelelője. A név vége megmaradt még a római időkből, récét, kacsát jelent. A név jelentése kb.: Kacsás folyó.

## Útja

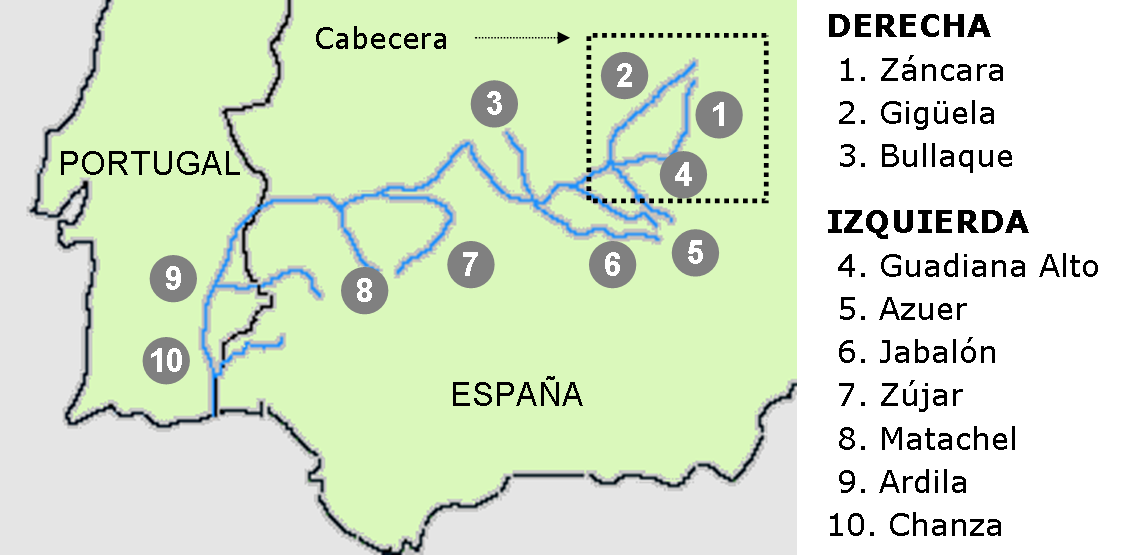
A Guadiana főbb mellékfolyói

A Guadiana folyónak kiterjedt hálózata van. Harminc mellékfolyója közül jelentős a Cigüela és a Zújar.
Ciudad Real felől nyugat felé tart, a fontosabb part menti városok Mérida és Badajoz. Badajoznál a portugál határt elérve délnek fordul.
Badajoz és Cheles után bekanyarodik teljesen portugál területre, a portugál oldalon Mourão, Estrela, Moura és Serpa a jelentősebb települései, majd mintegy 100 km után nagyjából Puebla de Guzmánnál visszatér a határhoz. Spanyolország felől nézve Huelva tartományban, Ayamonténál, Portugália felől nézve pedig Vila Real de Santo Antóniónál torkollik a Cádizi-öbölbe.

## Forgalom
A folyó homokzátonyos, így teljes hosszából mindössze 68 km hajózható Mértola portugál városkáig. Mourão portugál városnál van rajta egy híd, melyen át egyenesen Lisszabonba visz az út.
A 3-4 híd mellett az átkelés több helyen komppal oldható meg. A portugáliai Mourão városban lévő hídon kívül Spanyolországban Ayamonténál is át lehet kelni hídon.

## Képek

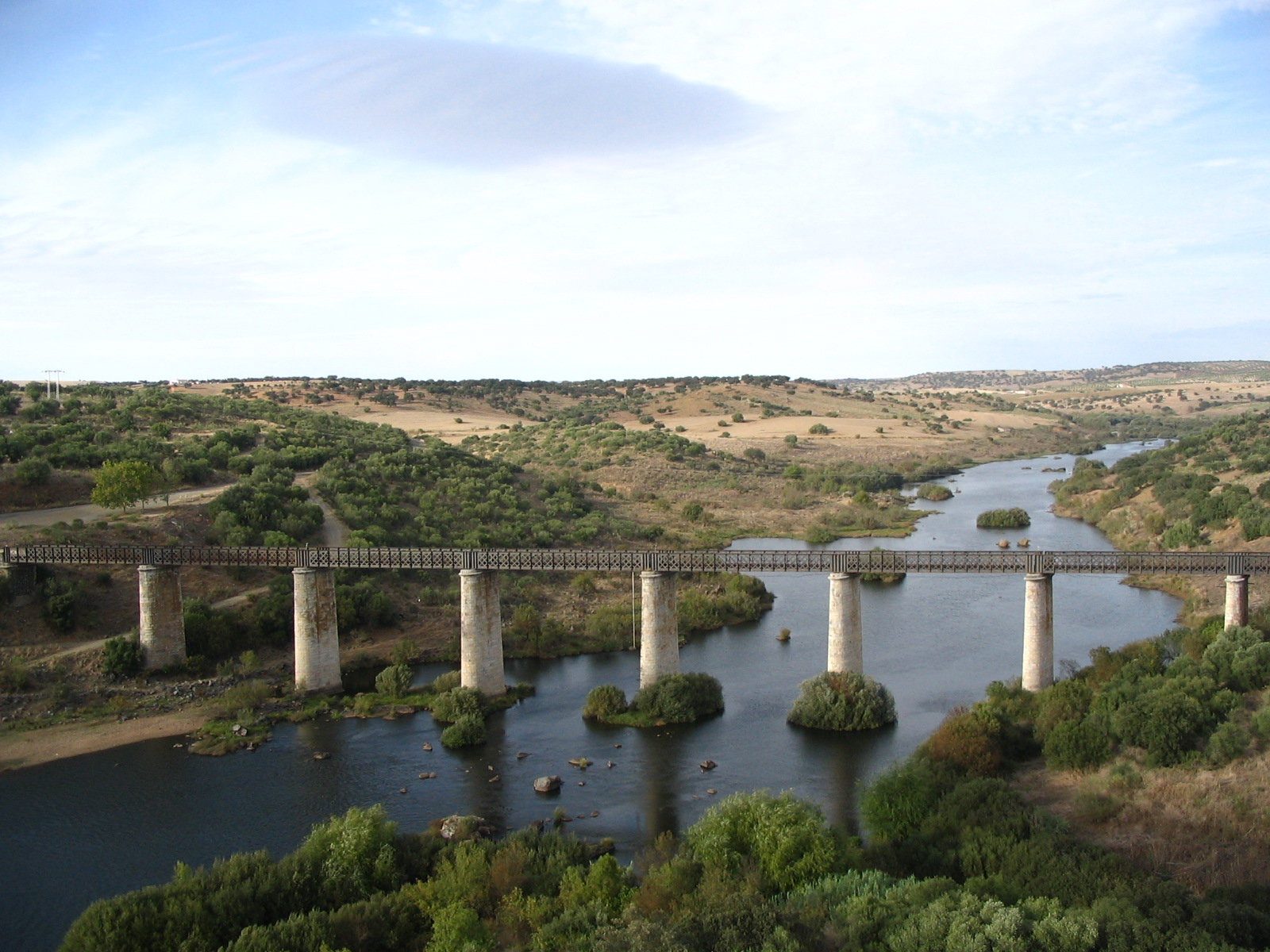
Régi vasúti híd a folyón
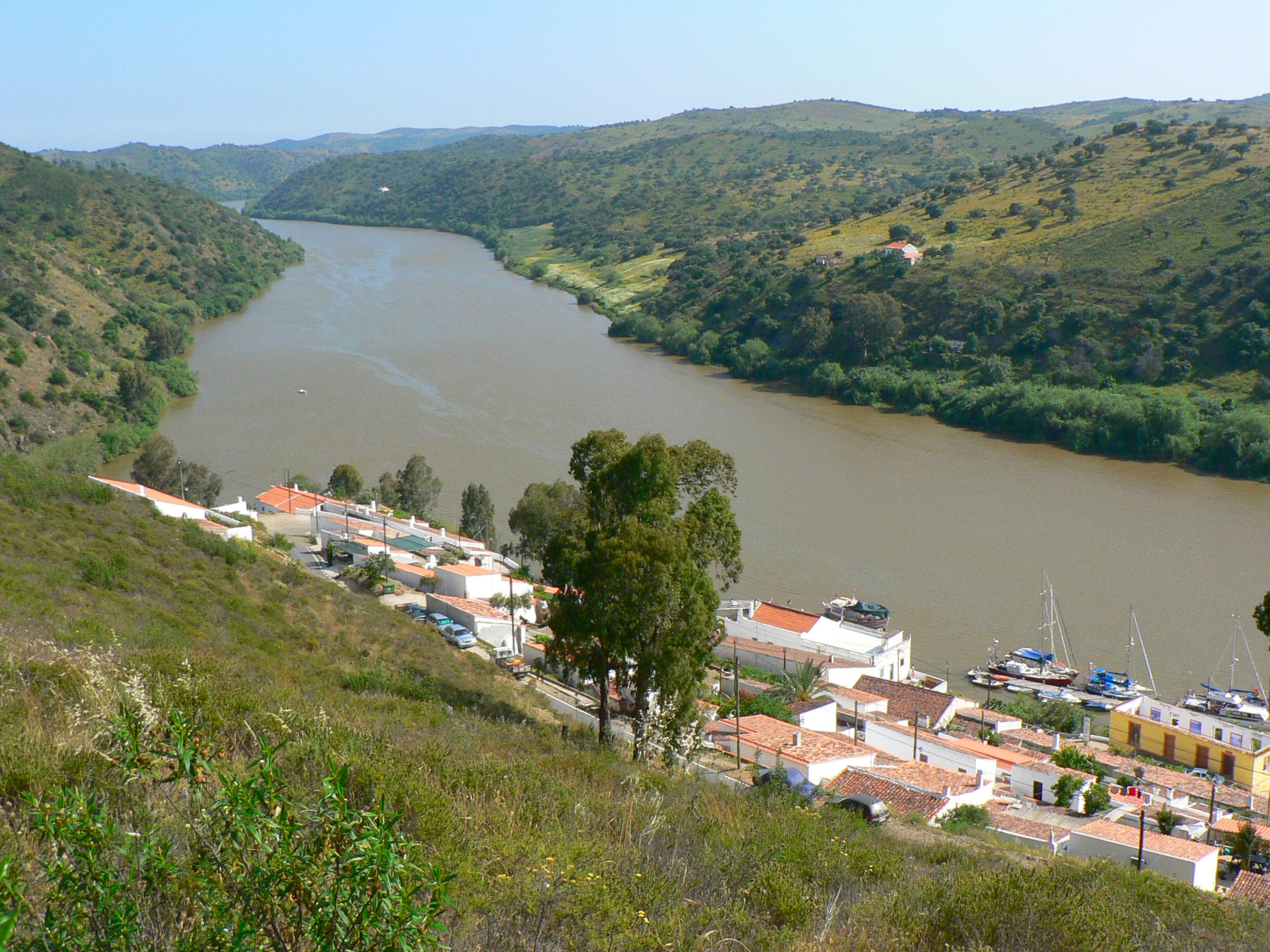
A folyó Pomarão mellett
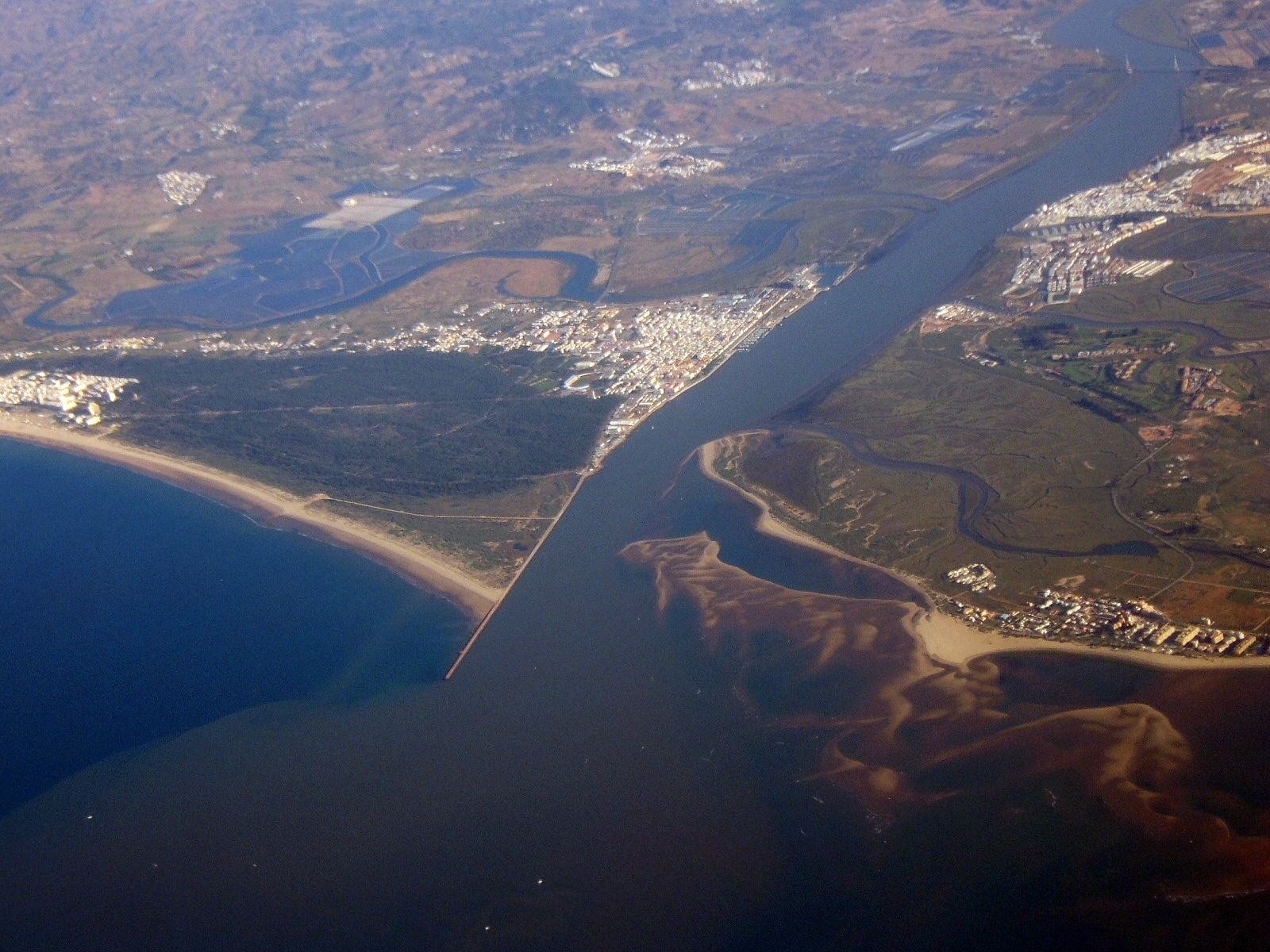
A Guadiana torkolata, bal oldalon Portugália, jobb oldalon Spanyolország

## Kapcsolódó szócikk
- Riánsares